# Episodi di Degrassi: The Next Generation (undicesima stagione)
Anche l'undicesima stagione viene intitolata semplicemente Degrassi, come la decima. È composta da 45 episodi ed è stata trasmessa in formato soap-opera per le prime sette settimane di messa in onda. È stata trasmessa contemporaneamente sia in Canada sia negli USA dal 18 luglio 2011.
| nº | Titolo originale            | Titolo italiano | Prima TV Canada   | Prima TV Italia |
| -- | --------------------------- | --------------- | ----------------- | --------------- |
| 1  | Boom Boom Pow (1)           |                 | 18 luglio 2011    |                 |
| 2  | Boom Boom Pow (2)           |                 | 18 luglio 2011    |                 |
| 3  | Love Game                   |                 | 19 luglio 2011    |                 |
| 4  | What's My Age Again?        |                 | 20 luglio 2011    |                 |
| 5  | Idioteque                   |                 | 21 luglio 2011    |                 |
| 6  | Cry Me a River (1)          |                 | 25 luglio 2011    |                 |
| 7  | Cry Me a River (2)          |                 | 26 luglio 2011    |                 |
| 8  | Dirt Off Your Shoulder (1)  |                 | 27 luglio 2011    |                 |
| 9  | Dirt Off Your Shoulder (2)  |                 | 28 luglio 2011    |                 |
| 10 | Paper Planes (1)            |                 | 1º agosto 2011    |                 |
| 11 | Paper Planes (2)            |                 | 2 agosto 2011     |                 |
| 12 | Should've Said No (1)       |                 | 3 agosto 2011     |                 |
| 13 | Should've Said No (2)       |                 | 4 agosto 2011     |                 |
| 14 | U Don't Know (1)            |                 | 8 agosto 2011     |                 |
| 15 | U Don't Know (2)            |                 | 9 agosto 2011     |                 |
| 16 | Lose Yourself (1)           |                 | 10 agosto 2011    |                 |
| 17 | Lose Yourself (2)           |                 | 11 agosto 2011    |                 |
| 18 | Mr. Brightside (1)          |                 | 15 agosto 2011    |                 |
| 19 | Mr. Brightside (2)          |                 | 16 agosto 2011    |                 |
| 20 | Extraordinary Machine (1)   |                 | 17 agosto 2011    |                 |
| 21 | Extraordinary Machine (2)   |                 | 18 agosto 2011    |                 |
| 22 | Drop It Like It's Hot (1)   |                 | 22 agosto 2011    |                 |
| 23 | Drop It Like It's Hot (2)   |                 | 23 agosto 2011    |                 |
| 24 | Don't Panic (1)             |                 | 24 agosto 2011    |                 |
| 25 | Don't Panic (2)             |                 | 25 agosto 2011    |                 |
| 26 | Take a Bow (1)              |                 | 29 agosto 2011    |                 |
| 27 | Take a Bow (2)              |                 | 30 agosto 2011    |                 |
| 28 | Dead and Gone (1)           |                 | 31 agosto 2011    |                 |
| 29 | Dead and Gone (2)           |                 | 1º settembre 2011 |                 |
| 30 | Nowhere to Run (1)          |                 | 24 ottobre 2011   |                 |
| 31 | Nowhere to Run (2)          |                 | 24 ottobre 2011   |                 |
| 32 | Underneath It All (1)       |                 | 24 febbraio 2012  |                 |
| 33 | Underneath It All (2)       |                 | 24 febbraio 2012  |                 |
| 34 | Can't Tell Me Nothing (1)   |                 | 2 marzo 2012      |                 |
| 35 | Can't Tell Me Nothing (2)   |                 | 9 marzo 2012      |                 |
| 36 | Not Ready to Make Nice (1)  |                 | 16 marzo 2012     |                 |
| 37 | Not Ready to Make Nice (2)  |                 | 23 marzo 2012     |                 |
| 38 | Need You Now (1)            |                 | 30 marzo 2012     |                 |
| 39 | Need You Now (2)            |                 | 6 aprile 2012     |                 |
| 40 | Smash Into You (1)          |                 | 13 aprile 2012    |                 |
| 41 | Smash Into You (2)          |                 | 20 aprile 2012    |                 |
| 42 | Hollaback Girl (1)          |                 | 27 aprile 2012    |                 |
| 43 | Hollaback Girl (2)          |                 | 4 maggio 2012     |                 |
| 44 | In the Cold, Cold Night (1) |                 | 11 maggio 2012    |                 |
| 45 | In the Cold, Cold Night (2) |                 | 18 maggio 2012    |                 |